# قلم رقمي

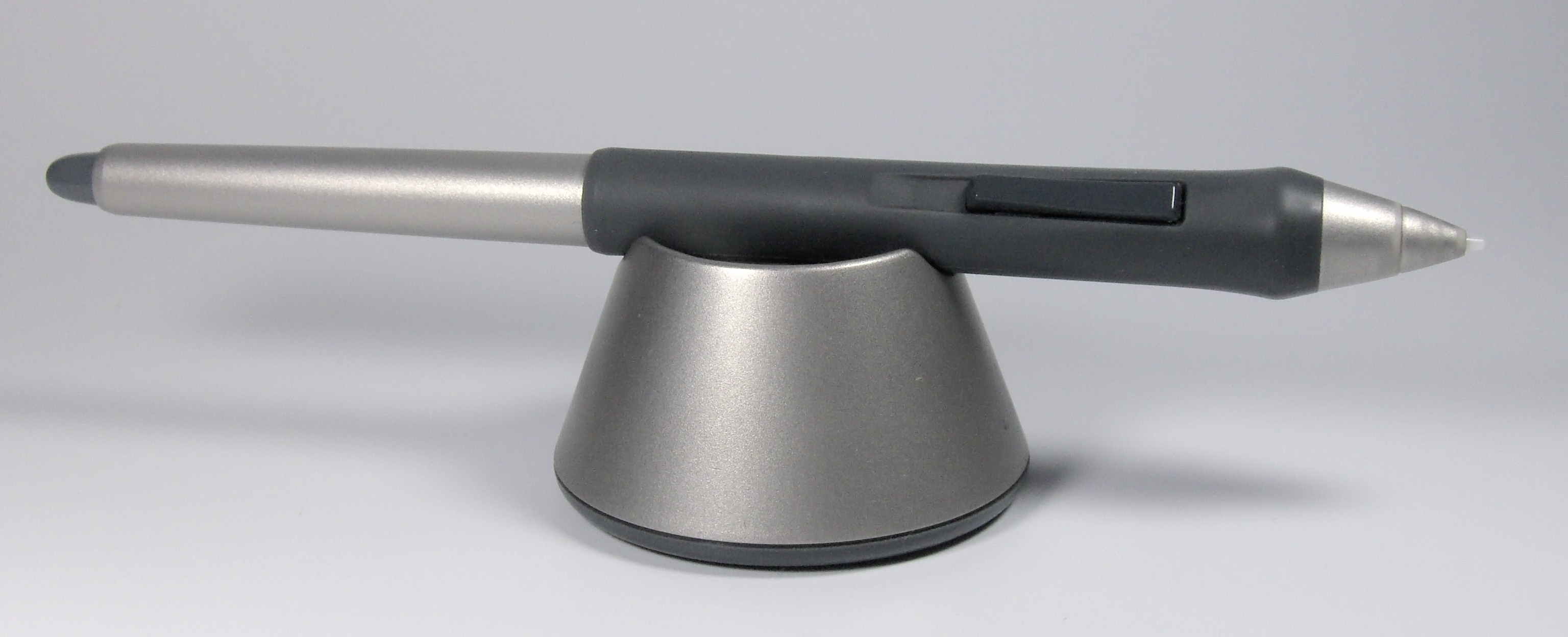

القلم الرقمي هو قلم يعمل مع بعض الهواتف المحمولة الذكية والحواسيب وبعض على الحواسيب اللوحية. عموماً يعمل هذا القلم بتقنية اللمس على الشاشة، ويأتي ذلك بدلاً عن الفأرة ولوحة المفاتيح التقليدية في الحاسوب. وكذلك تمنح المستخدم ميزة الأمر المباشر والتطبيق السريع.